# Nintendogs + Cats
Nintendogs + Cats (ニンテンドッグス＋キャッツ Nintendoggusu + Kyattsu?) är ett husdjurssimulator-spel till Nintendo 3DS, och är uppföljare till Nintendogs-spelen till Nintendo DS. Spelet tillkännagavs tillsammans med 3DS-konsolen Nintendos E3-konferens 2010, och lanserades i samband med konsolen, den 26 februari 2011 i Japan, och mars samma år i Europa och Nordamerika.